# Woedende Medea
Woedende Medea (Frans: Médée furieuse) is een schilderij van Eugène Delacroix. Hij voltooide het in 1838 en stelde het op de Salon van dat jaar tentoon. De Franse staat kocht het voor 4.000 Franse frank en voegde het schilderij toe aan de collectie van het Museum voor Schone Kunsten in Rijsel. In 2001 organiseerde het Musée national Eugène-Delacroix een speciale tentoonstelling rondom Woedende Medea.

## Medea
Medea is een beroemd personage uit de Griekse mythologie. Deze koningsdochter hielp Jason bij zijn verovering van het Gulden vlies. Zij ging met Jason mee terug naar Griekenland, waar het koppel twee zoontjes kreeg in Korinthe. Daar werd Jason jaren later echter verliefd op Glauce, dochter van koning Creon. Door met haar te trouwen hoopte hij koning van de stad te worden. Terwijl de voorbereidingen voor het huwelijk in volle gang waren, nam Medea gruwelijk wraak voor Jasons ontrouw. Niet alleen vermoordde zij Glauce en haar vader, met een zwaard bracht zij ook haar eigen kinderen om het leven.

## Voorstelling
Het verhaal van Medea was een inspiratiebron voor talloze kunstenaars. Ook Delacroix legde gedurende zijn hele loopbaan interesse aan de dag voor het thema. Al in 1818 maakte hij in een schetsboek de eerste voorbereidende tekening, maar het zou nog tot 1836 duren voor hij een schilderij begon. Dit werk kwam in 1838 gereed en was een succes op de Salon van dat jaar. In de jaren voor zijn dood nam hij het thema weer ter hand. Eerst in 1859 met een doek dat tijdens de Tweede Wereldoorlog in Berlijn verloren ging. Korte tijd later vervaardigde Delacroix twee kleinere kopieën van het Rijselse schilderij voor de prominente Parijse bankier Émile Pereire en de Société Artésienne des Amis des Arts. Het Louvre heeft een van die schilderijen tegenwoordig in bezit.
Voor zijn versie van Medea baseerde de schilder zich waarschijnlijk op een toneelstuk van Corneille. In dat stuk pleegt Medea haar gruweldaad in een grot, net als op het schilderij. Uit de 32 schetsen die bewaard zijn gebleven, blijkt dat Delacroix oorspronkelijk een andere opzet in gedachten had. Op het uiteindelijke werk zijn de achtervolgers bij de ingang van de grot en de dolk in Medea's rechterhand verdwenen. De achtergrond is in sobere kleuren geschilderd; alleen Medea en haar kinderen zijn sterk belicht. De bovenkant van Medea's gezicht wordt door een opvallende schaduw bedekt, waardoor het lijkt alsof zij een masker draagt.
Uit het werk spreekt Delacroix' grote bewondering voor de Italiaanse renaissance. Hoewel hij nooit in Italië was geweest, had de schilder de grote werken in het Louvre uitvoerig bestudeerd. De piramidevormige opbouw van het schilderij doet bijvoorbeeld denken aan Andrea del Sarto's Caritas uit dat museum.

## Afbeeldingen

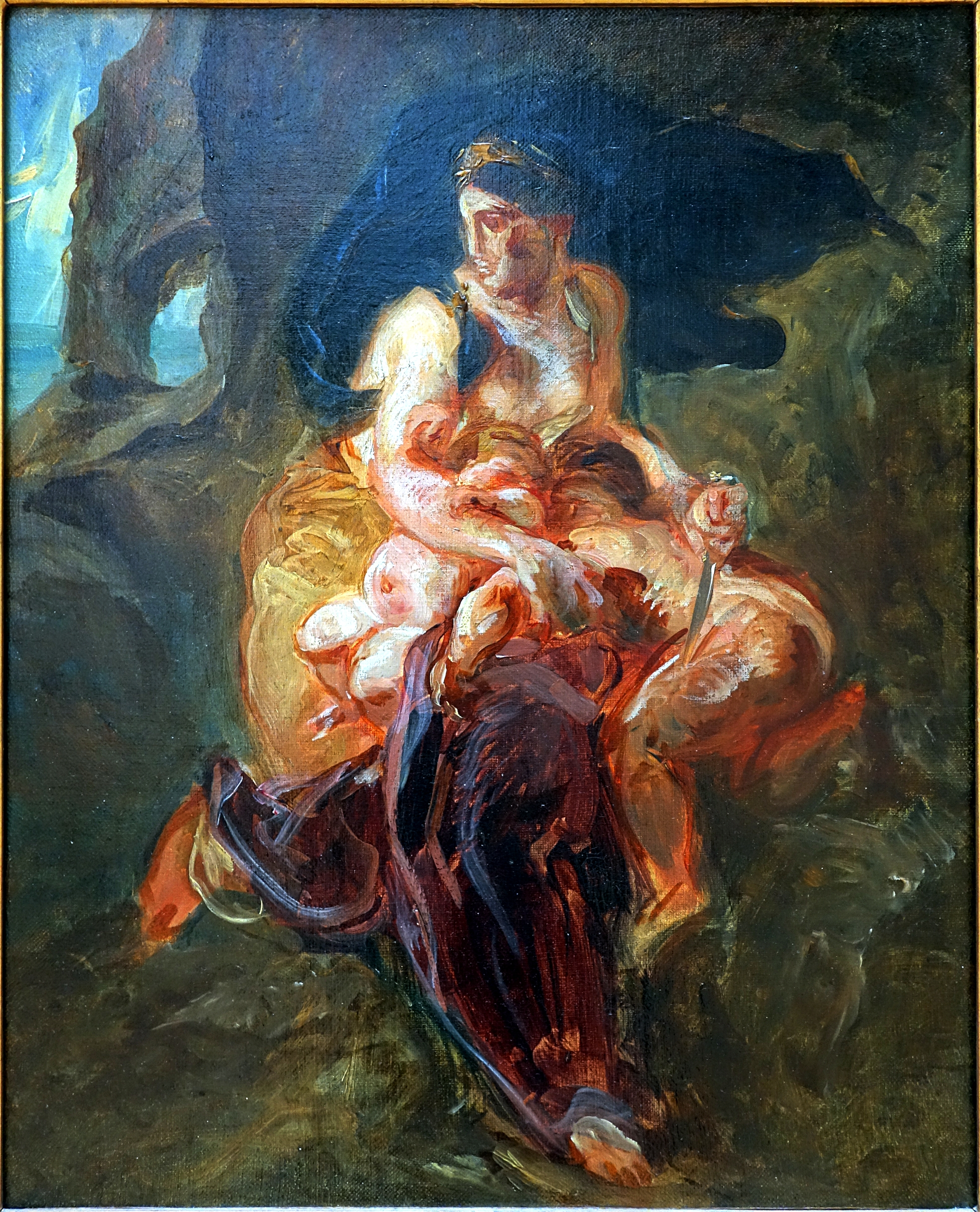
olieverfschets (1836)
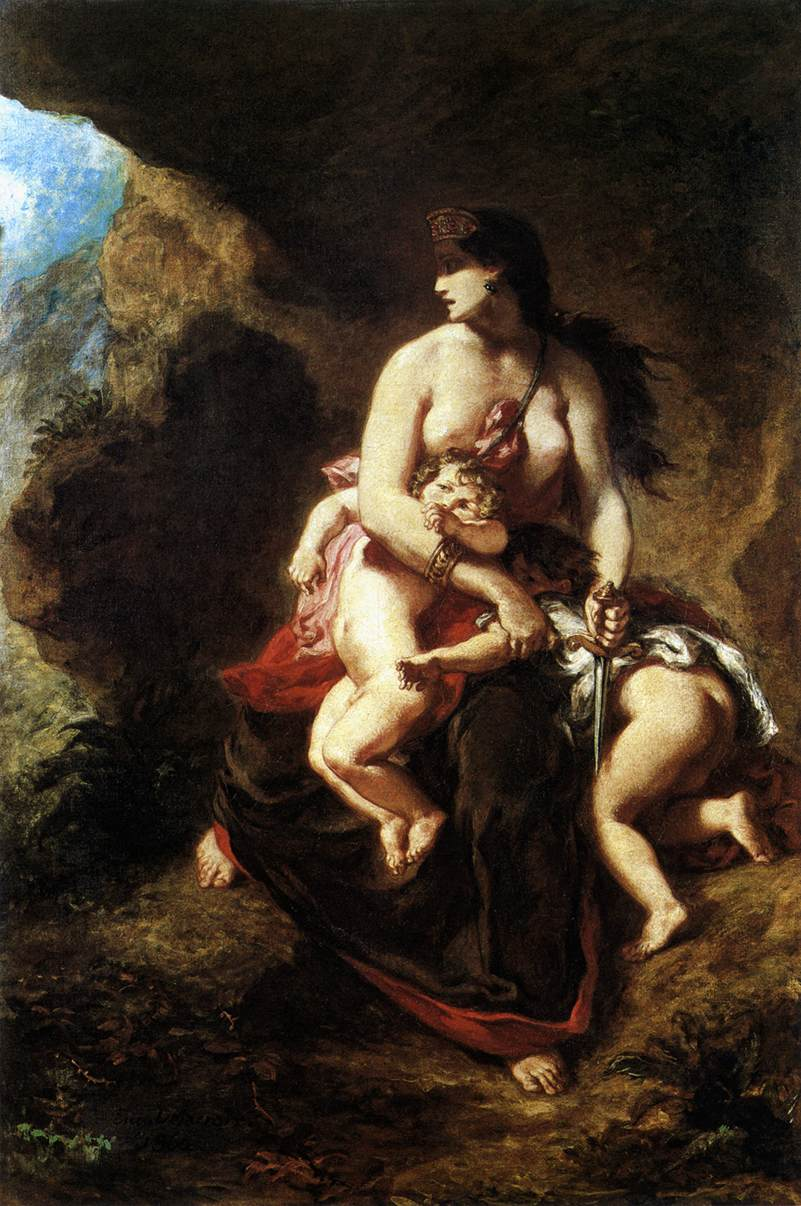
Latere versie (1861)
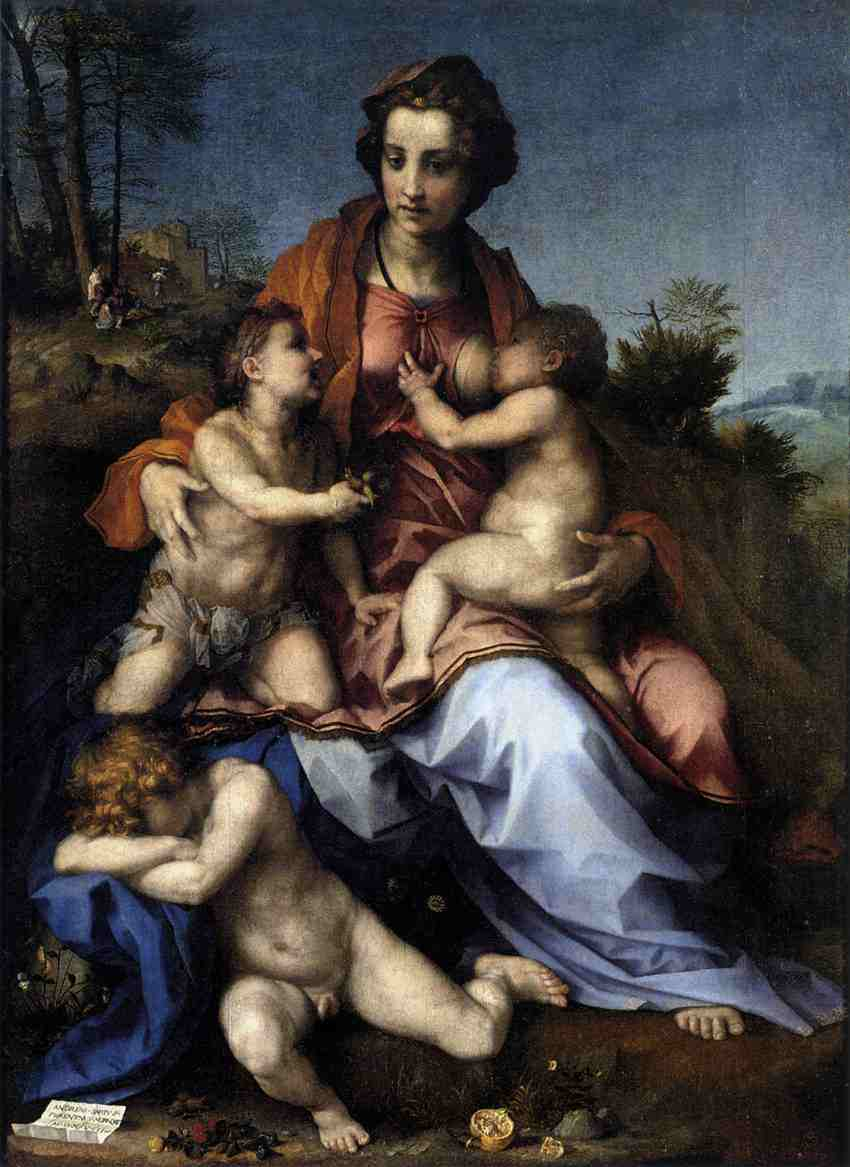
Caritas - Andrea del Sarto